# Pete Lockett

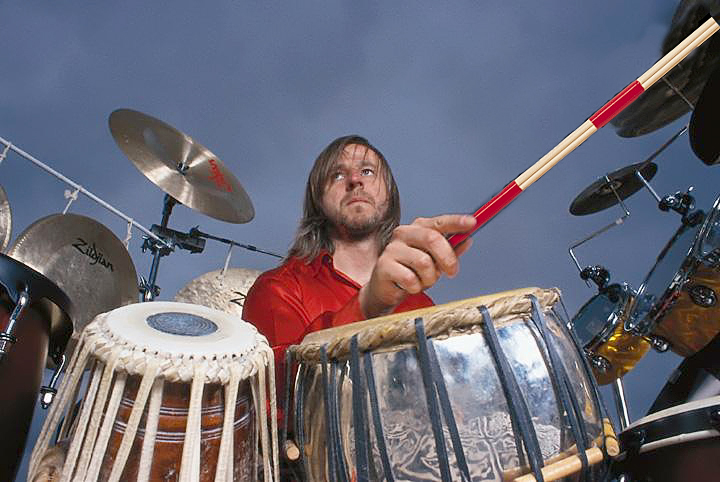
Pete Lockett (2005)

Peter Robert „Pete“ Lockett (* 1963 in Portsmouth, England) ist ein britischer Schlagzeuger, Trommler und Percussionist sowie Komponist, Arrangeur und Musikproduzent. Bekannt wurde er unter anderem durch zahlreiche Auftritte, Studio- und Live-Produktionen und Filmmusiken in vielen musikalischen Genres sowie durch seine internationalen Kooperationsprojekte.
Er gilt als „Multipercussionist“ und als einer der „weltbesten Percussionisten“ (Rhythm Magazine: „best live percussionist 2005“).

## Leben und Wirken
Pete Lockett ist seit 1983 als Musiker tätig. Seitdem beschäftigte er sich mit vielen musikalischen Genres, vor allem im Rhythmusbereich. Seine perkussives Spiel umfasst unter anderem traditionelle Karnatische Musik und Hindustani-Musik aus Nord- und Süd-Indien, traditionelle Taiko-Schlaginstrumente aus Japan, Blues, Funk und Rock bis Klassik, Folk und ethnische Musik, wie zum Beispiel Arabische Musik sowie Elektronische Musik.
Er gilt als sehr vielseitiger und produktiver Percussionist und arbeitete sowohl live als auch im Studio. Darüber hinaus war Lockett auch für die Filmbranche tätig; er arrangierte und spielte Percussionsmusik ein für große Hollywood-Filme, wie etwa für die James-Bond-Filme Ein Quantum Trost und Casino Royale sowie auch für drei frühere Bond-Filme, Stirb an einem anderen Tag, Die Welt ist nicht genug und Der Morgen stirbt nie. Lockett wirkte bei weiteren Hollywood-Blockbustern musikalisch mit, wie zum Beispiel bei Stadt der Engel mit Meg Ryan, Insider mit Al Pacino, Plunkett & Macleane mit Robert Carlyle, Der Knochenjäger mit Denzel Washington, Amazing Grace mit Albert Finney, Der stille Amerikaner mit Michael Caine, Moulin Rouge mit Nicole Kidman, und bei dem Guy-Ritchie-Film Snatch.
Außerdem arbeitete Lockett auch für die indische Filmindustrie, zuletzt 2007 in Chennai mit A. R. Rahman für den Film Sivaji mit dem indischen Filmstar Rajinikanth. Darüber hinaus hatte er auch zahlreiche Aufträge für Fernsehen und Werbung.
Lockett trat weltweit bei Konzerten und Festivals auf, wie zum Beispiel beim Edinburgh Festival, Brügge Festival und Drummusique Festival, bei den Rhythm Sticks in London, in Kuala Lumpur, beim Glasgow One World Festival, Pontardawe Festival, Belfast Festival, Guildford Festival, beim Sufi-Soul Festival und beim Newbury-Festival. Außerdem gab er Solokonzerte, die er als Multi-Media-Shows gestaltete, unter anderem in Indien sowie in der Türkei; eine Show in Istanbul 2007 wurde als Live-Mitschnitt auf CD veröffentlicht. In Indien spielte er bei Konzerten und Aufnahmen mit so unterschiedlichen indischen Musikern zusammen wie U. Shrinivas, Shankar Ghosh, Bickram Ghosh, Giuliano Modarelli, Vikku Vinayakram, Loy Mendosa und vielen anderen.
Bei weltweiten Tourneen hatte er unter anderem Auftritte in Nepal, Thailand, Aserbaidschan, Pakistan, Sudan, Malaysia, Ungarn, Palästina, Israel, Amerika und Kanada und in mehreren europäischen Ländern.
In vielen Ländern der Welt unterrichtete er Percussionsmusik oder hielt darüber Vorträge, wie unter anderem beim Royal College, bei der Royal Academy of Music und der Guildhall School of Music. Außerdem gab er Percussionsunterricht bei internationalen Workshops sowie bei Seminaren, und schrieb mehr als hundert Artikel und Übungslektionen für internationale Fachzeitschriften, wie Modern Drummer in den USA, Drummer Magazine und Rhythm Magazine im Vereinigten Königreich sowie Drums SA in Südafrika. Für das europäische The Mix Magazine schrieb er eine Serie über Drum- und Percussion-Programmierung mit Computern und Sound-Modulen.
Pete Lockett lebt in London.

## Zusammenarbeit mit anderen Musikern
Lockett entwickelte und betreibt unter anderem folgende musikalische Kooperationsprojekte:
- Taalisman – Duo mit dem indischen Gitarristen, Sänger und Sitar-Spieler Amit Chatterjee (auch: Amitava Chatterjee)
- Parallax Beat Brothers – elektro-akustisches Duo mit dem britischen Sound Designer Scanner
- Kingdom Of Rhythm – Duo mit dem Tabla-Spieler Bickram Ghosh (auch: Bikram Ghosh)
- Taiko To Tabla – multikulturelle World-Musik mit dem japanischen Trommler Joji Hirota
- Network To Sparks – Percussions-Quintet, u. a. mit dem britischen Schlagzeuger Bill Bruford
- Melody of Rhythm – Duo mit dem Tabla-Spieler Fazal Qureshi
- Last Night the Moon Came Dropping Its Clothes in the Street (ECM, 2008) von Jon Hassell

Lockett arbeitete mit zahlreichen Bands zusammen, sowie auch mit national und international bekannten Künstlern, wie unter anderem Björk, Peter Gabriel, Robert Plant, Jeff Beck, David Torn, Vikku Vinayakram, Zakir Hussain, The Verve, Steve Smith, Texas, Damien Rice, Craig Armstrong, Bernard Butler, U. Shrinivas, Ronan Keating, Nitin Sawhney, Evan Dando, Adrian Sherwood, Afro Celt Sound System, Vanessa-Mae, David Arnold, Evelyn Glennie, Errol Brown, Jarvis Cocker, Rory Gallagher, Pet Shop Boys, Beth Orton, Mel C, A. R. Rahman, Eumir Deodato, BBC Concert Orchestra, Judge Jules und Sinéad O’Connor und andere mehr.

## Auszeichnungen
Lockett wurde von den Lesern des führenden, englischen Rhythm Magazine zum „best live percussionist 2005“ gewählt. Auf der internationalen Drum-Website mikedolbear.com wurde er als „best percussionist 2005“ ausgezeichnet. Sein Album, Taiko To Tabla mit Joji Hirota, wurde im August 2006 vom Songlines Magazin in dessen „top 55 rhythm albums af all time“ aufgenommen.

## Trivia
Die Website von Pete Lockett weist eine Besonderheit auf: Neben den üblichen Informationen eines Internetauftritts eines Musikers enthält sie hunderte von Spielanleitungen und Übungslektionen für Schlagzeug und Percussion zum kostenfreien Download. Nach seinen eigenen Angaben ist sein Webauftritt dadurch (engl.) „one of the most visited drum and percussion resource sites on the net“ (deutsch: „eine der meistbesuchten Websites mit Lektionen für Schlagzeug und Percussion im Internet“).
Seine Website wurde von Alexa.com zu den weltweiten „Top Ten“ der „Drum & Percussion-Websites 2005“ gehörig benannt sowie von der britischen BBC im Jahr 2008 als „website of the month“ ausgezeichnet.

## Veröffentlichungen (Auswahl)
Medienkombinationen
- Indian Rhythms for the Drumset. Hudson Music, Longfield (Kent/England) 2008 (englisch; Übungsbuch mit Noten und MP3-CD).

CDs (Eigene Produktionen)
- Taiko To Tabla, mit: Joji Hirota, Label: ARC
- Network of Sparks, mit: Bill Bruford u. a., Label: ARC
- Pete Lockett’s Network Of Sparks – Rhythms & Pulses From Around The World, Label: ARC
- Parallx Beat Brothers
- Live in Istanbul, Solo-Album
- Taalisman, mit: Amit Chatterjee, Label: Indiabeat
- Ror, mit: Henrik Anderson u. Shashank, Label: Indiabeat
- Made in Chennai, mit: Umarshankar Vinayakram, Label: Indiabeat
- Kingdom Of Rhythm, mit: Bickram Gosh, Label: Saregama
- Journeys With The Master Drummers Of India, mit: Vikku Vinayakram, Bickram Ghosh, Rajesh Mandolin u. Mahesh Vinayakram, Label: Music Today
- Made In Calcutta, mit: Pandit Shankar Ghosh, Prattyush Bannerjee, u. Musiker aus Calcutta

CDs (Mitwirkungen)
Pete Lockett ist auf zahlreichen Studio- und Live-Produktionen vertreten. Aus der Vielzahl seiner Veröffentlichungen wird als Beispiel folgende CD angegeben:
- Hossam Ramzy, Joji Hirota, Pete Lockett, u. a. m.: Masters of Percussion, Label: ARC